# Bahnhof Ōkubo
Der Bahnhof Ōkubo (jap. 大久保駅, Ōkubo-eki) ist ein Bahnhof auf der japanischen Insel Honshū. Er wird von der Bahngesellschaft JR East betrieben und befindet sich im Bezirk Shinjuku der Hauptstadt Tokio.

## Beschreibung
Ōkubo ist ein Zwischenbahnhof an der Chūō-Sōbu-Linie der Bahngesellschaft JR East von Mitaka über Akihabara nach Chiba. Diese verläuft parallel zu den Gleisen der Chūō-Schnellbahnlinie, dem urbanen Teil der Chūō-Hauptlinie. Nahverkehrszüge fahren in einem dichten Takt mit kurzer Zugfolge, d. h. alle 2 bis 3 Minuten während der Hauptverkehrszeit, ansonsten alle 5 bis 6 Minuten. Hingegen halten keine Schnell- und Eilzüge. An der Straße, die nördlich am Bahnhof vorbeiführt, halten zehn Buslinien der Gesellschaften Kantō Bus und Toei Bus. Etwa 300 Meter entfernt in östlicher Richtung befindet sich der Bahnhof Shin-Ōkubo der Yamanote-Linie.
Der Bahnhof Ōkubo steht im Stadtteil Hyakuninchō. Die auf einem Viadukt befindliche Anlage ist von Südosten nach Nordwesten ausgerichtet und besitzt vier Gleise in leichter Kurvenlage. Während am östlichen Gleispaar keine Haltemöglichkeit besteht, liegt das westliche Gleispaar an einem vollständig überdachten Mittelbahnsteig. Jeweils am nördlichen und südlichen Ende des Bahnsteigs ist unter dem Viadukt ein kleines Empfangsgebäude platziert, wobei jenes im Süden nicht mit Personal besetzt ist.
Im Fiskaljahr 2019 nutzten durchschnittlich 27.678 Fahrgäste täglich den Bahnhof.

## Bilder

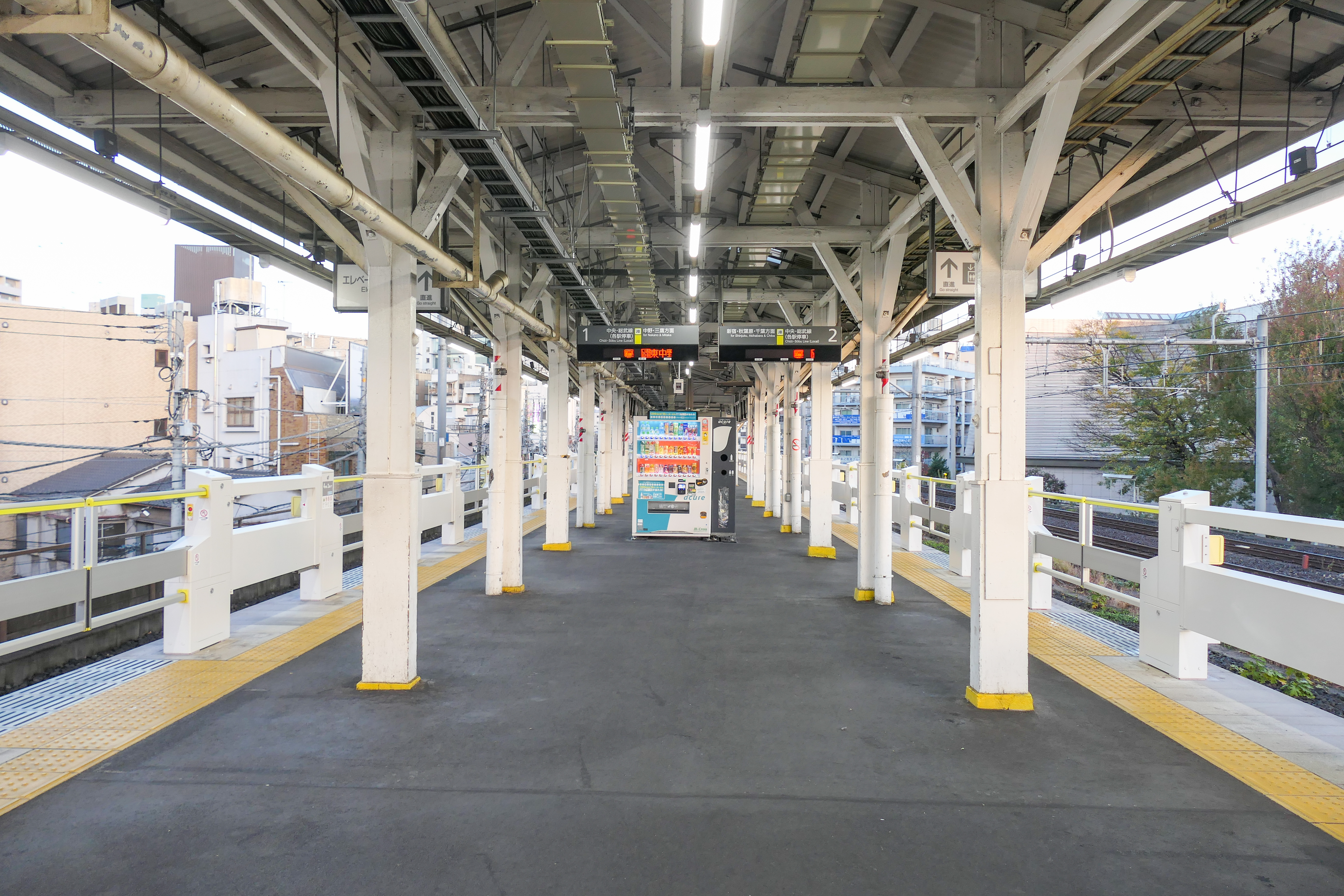
Bahnsteig 1/2
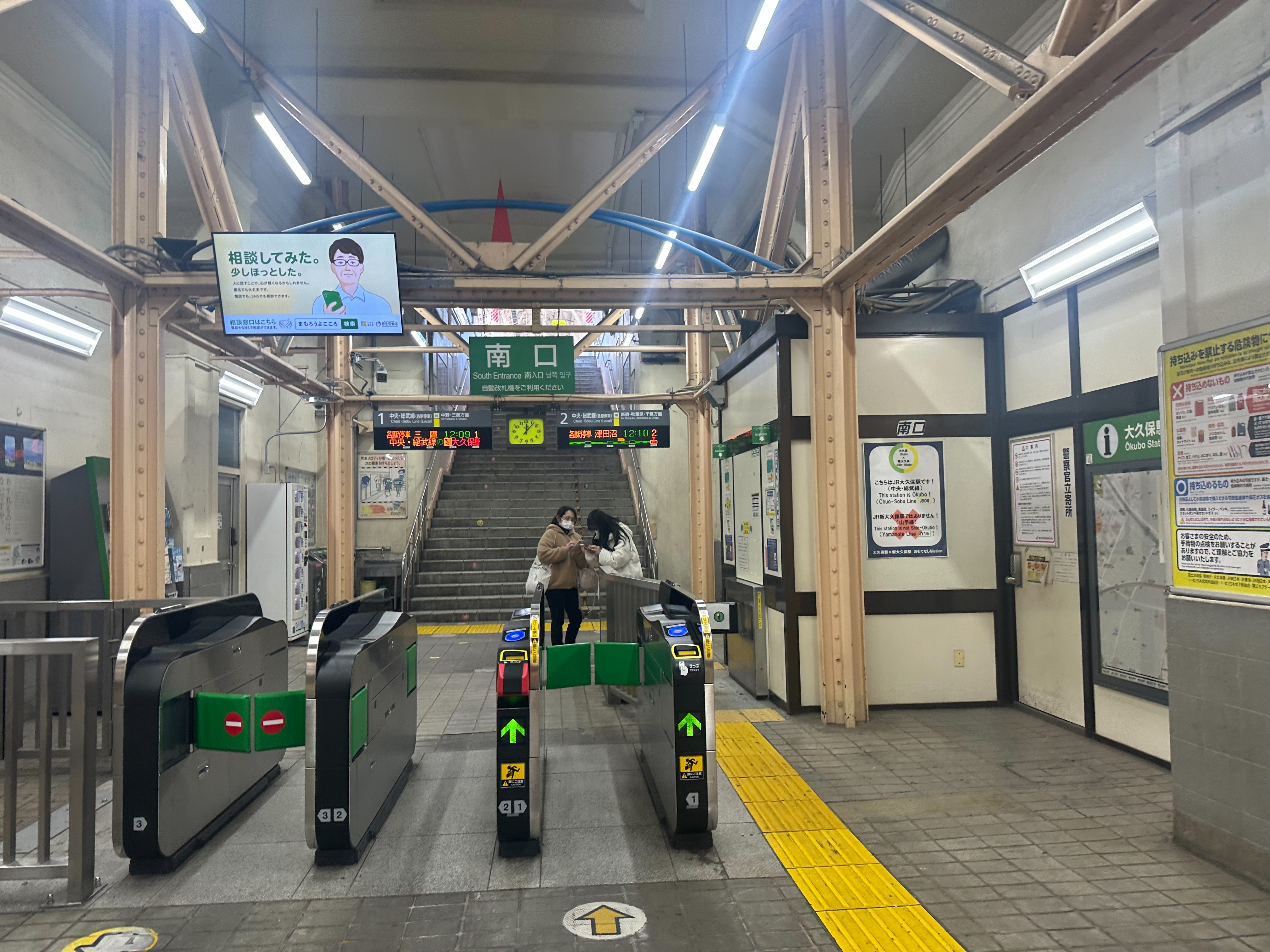
Bahnsteigsperren
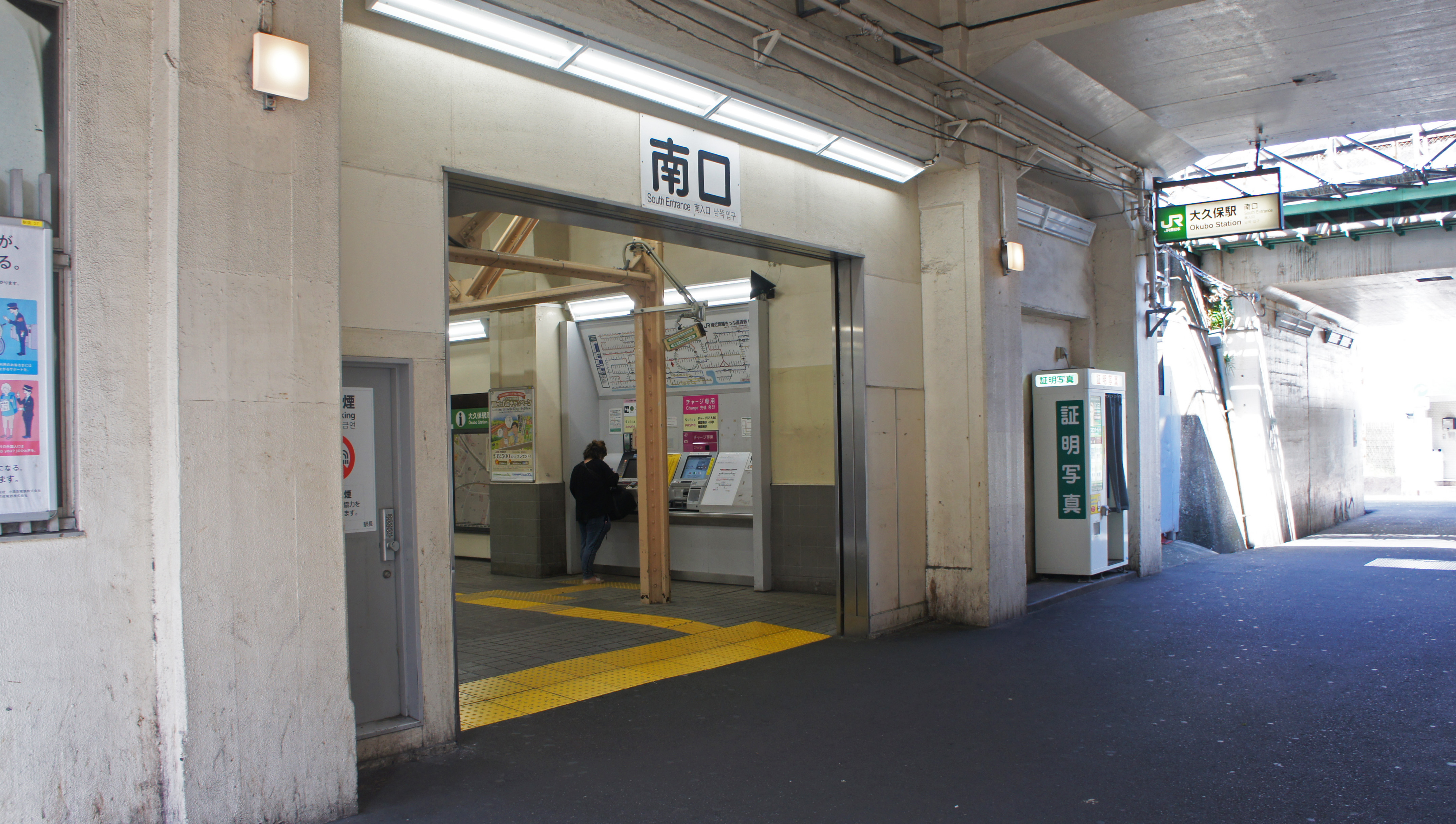
Südeingang

## Gleise
| 1 | ▉ Chūō-Sōbu-Linie | Shinjuku • Akihabara • Nishi-Funabashi • Chiba |
| 2 | ▉ Chūō-Sōbu-Linie | Nakano • Mitaka                                |

## Linien
| Verlauf der Chūō-Schnellbahnlinie |
| --- |
| Chiba • Nishi-Chiba • Inage • Shin-Kemigawa • Makuhari • Makuharihongō • Tsudanuma • Higashi-Funabashi • Funabashi • Nishi-Funabashi • Shimōsa-Nakayama • Moto-Yawata • Ichikawa • Koiwa • Shin-Koiwa • Hirai • Kameido • Kinshichō • Ryōgoku • Asakusabashi • Akihabara • Ochanomizu • Suidōbashi • Iidabashi • Ichigaya • Yotsuya • Shinanomachi • Sendagaya • Yoyogi • Shinjuku • Ōkubo • Higashi-Nakano • Nakano • Kōenji • Asagaya • Ogikubo • Nishi-Ogikubo • Kichijōji • Mitaka |

## Geschichte
Das Teilstück Shinjuku–Tachikawa der Chūō-Hauptlinie war 1889 eröffnet worden, doch fuhren die Züge zunächst ohne Halt durch. Dies änderte sich am 5. Mai 1895 mit der Inbetriebnahme des Bahnhofs Ōkubo durch die private Bahngesellschaft Kōbu Tetsudō. Kurz zuvor war eine hier abzweigende Güterstrecke eröffnet worden, die zur Wasseraufbereitungsanlage Yodobashi führte. Sie diente dem Transport von Kohle sowie von Treibstoffen für die Sand- und Wasserpumpen; in Betrieb war sie bis 1934. Die Kōbu Tetsudō mitsamt ihrer Anlagen wurde am 1. Oktober 1906 verstaatlicht. Nachdem das Eisenbahnministerium im März 1931 die Trasse auf einen Viadukt verlegt hatte, stellte es am 11. September desselben Jahres den Güterumschlag ein. Im Rahmen der Staatsbahnprivatisierung ging der Bahnhof am 1. April 1987 in den Besitz der neuen Gesellschaft JR East über.